# Albert Elter
Albert Elter (né le 10 février 1890 et mort le 25 mai 1959) est un footballeur luxembourgeois. Il est connu pour être le premier joueur à avoir marqué un but international pour le Luxembourg.

## Biographie
Il est le premier marqueur de l'équipe du Luxembourg.

## Clubs
| Saison    | Club        | Pays       | Championnat | Coupes nationales | Coupes continentales | Sélection       |
| --------- | ----------- | ---------- | ----------- | ----------------- | -------------------- | --------------- |
| 1911-1912 | Racing Club | Luxembourg | -           | -                 | -                    | 1 match / 1 but |